# Вдовый мошенник, именуемый Трампагос
«Вдовый мошенник, именуемый Трампагос» — интермедия испанского писателя Мигеля де Сервантеса, опубликованная в 1615 году в составе сборника «Восемь комедий и восемь интермедий, новых, ни разу не представленных на сцене». Её главный герой по имени Трампагос жалуется на жизнь из-за смерти супруги, а три женщины соревнуются за право стать его подругой. Сюжетная интрига в этой пьесе сведена к минимуму. Предположительно Сервантес показывал эволюцию основных драматургических элементов на примере восьми интермедий («Вдовый мошенник», второй в списке, принадлежал к числе наиболее примитивных наряду с «Судьёй по бракоразводным делам» и «Избранием алькальдов в Дагансо»).
Пьеса написана в стихах, и изящный слог явным образом контрастирует с «социальной, а главное, моральной низостью» сюжетных материй. В тексте «Вдового мошенника» заметно сходство с новеллой Сервантеса «Ринконете и Кортадильо», которое исследователи объясняют по-разному.
На русский язык «Вдового мошенника» перевёл, как и остальные интермедии из сборника, Александр Островский.